# Feldhamster
Der Feldhamster (Cricetus cricetus), auch Europäischer Hamster genannt, ist ein Nagetier (Rodentia) aus der Familie der Wühler (Cricetidae) und der Unterfamilie der Hamster (Cricetinae).

## Merkmale
Feldhamster erreichen eine Kopf-Rumpf-Länge von 20 bis 34 Zentimetern, wozu noch ein 4 bis 6 Zentimeter langer, beinahe haarloser Schwanz kommt. Das Gewicht ausgewachsener Tiere variiert zwischen 200 und 650 Gramm. Männchen sind meist größer und schwerer als Weibchen. Der Hamster gilt als das bunteste europäische Pelztier. Die Fellfärbung ist variabel: die häufigste Form ist eine gelbbraune Oberseite und eine dunkle, fast schwarze Unterseite. An den Flanken befinden sich mehrere weiße Flecken, auf der Wange, vor und hinter den Vorderbeinen. Die auffallende Gegenfärbung (Rücken heller als Bauch) ist plausibel dadurch erklärt, dass ein Hamster, wenn er nicht mehr fliehen kann, sich zur Verteidigung aufrichtet: die schwarze Bauchseite imitiert das Maul eines größeren Raubtieres mit den vier weißen Pfoten als „Fangzähne“. Die Region um die Schnauze und um die Augen ist rötlichbraun gefärbt, die Füße und die Nasenspitze sind wiederum weiß. Daneben gibt es melanistische (fast gänzlich schwarze) und auffallend helle Feldhamster. Das Unterhaar ist gleichmäßig grau. Alle Hamsterarten haben gut entwickelte, dehnbare Backentaschen, mit deren Hilfe sie manchmal bis zu fünf Kilogramm Körnervorrat in ihren Bau eintragen, auch wenn sie zum Überstehen des Winters nur zwei Kilogramm Nahrung benötigen. Die Füße sind breit und mit gut entwickelten Krallen versehen.

## Lebensweise
Sie sind typische Bodenbewohner und kommen fast nur in Löss- und Lehmboden vor. Der Feldhamster ist ein hauptsächlich dämmerungs- und nachtaktiver territorialer Einzelgänger. Jedes erwachsene Tier gräbt 0,5–2 m tiefe, verzweigte Erdbaue, die als Revier verteidigt werden. Die Winterbaue sind tiefer als die Sommerbaue. Nach dem Erwachen aus dem Winterschlaf beginnen Feldhamster mit der Anlage oder Ausbesserung der Sommerbaue. Die tief verzweigten Erdbaue enthalten eine Wohn- und eine Vorratskammer sowie Blindgänge zum Koten. Die Baue der immer einzeln lebenden Männchen sind in der Regel kleiner als die der Weibchen. Typisch für jeden Hamsterbau sind senkrechte Fallröhren und meist zwei bis drei flach verlaufende Eingänge. Durch ihre wühlende Tätigkeit und durch die Tatsache, dass sie unter der Bodenoberfläche Humus akkumulieren, haben sie einen gewissen Anteil an der Bildung von Schwarzerden.
Feldhamster sind Nahrungsopportunisten, die sowohl pflanzliche als auch tierische Nahrung zu sich nehmen. Sie ernähren sich beispielsweise von angebauten Kulturen wie Getreide und Hülsenfrüchte, Klee, Luzerne, Kartoffeln, Rüben und Mais. Zusätzlich sind Ackerwildkräuter sowie tierische Nahrungsbestandteile (meist Wirbellose) essentiell, um eine ausreichende Nährstoffversorgung zu gewährleisten. Nährstoff- und Vitaminmangel führen nachweislich zu reduzierter Fitness und maternalem Infantizid bei Feldhamstern. Vor allem auf Maismonokulturen besteht für Feldhamster die Gefahr von Vitamin-B3-Mangel (vgl. Pellagra).

### Die Jahresrhythmen des Feldhamsters
Der Feldhamster zeigt eine ausgesprochene Saisonalität. Grob kann man zwei unterschiedliche physiologische Zustände unterscheiden: Der Sommerzustand, der auf maximalen Reproduktionserfolg ausgerichtet ist, und der Winterzustand, der Winterschlaf und damit eine maximale Energieersparnis erlaubt. Damit einhergehend verändern sich 73 physiologische, morphologische und Verhaltensparameter im Jahresverlauf. Bemerkenswert ist, dass sich sogar die Struktur der Knochen über die Jahreszeiten stark verändert. Diese Jahresrhythmen konnten in 32 Parametern auch in einer konstanten Umgebung (Licht, Temperatur, Nahrung) nachgewiesen werden. Das zeigt, dass diese Rhythmen nicht passiv dem Jahresgang aus Photoperiode und Temperatur folgen, sondern aktiv von einer endogenen sogenannten circannualen Uhr (siehe: Infradiane Rhythmik) gesteuert werden.
Die unterirdischen Winterbaue der Feldhamster sind bis zu zwei Meter tief. Dort bemerkt der Feldhamster nicht, dass die Tage länger werden, auch ändert sich die Temperatur nicht wesentlich. Eine circannuale Uhr ist daher sehr wichtig für den Feldhamster, um ihn im Frühjahr rechtzeitig aus dem Winterschlaf zu „wecken“, das heißt die Winterschlafphase zu beenden und zur Reproduktionsphase umzuschalten. Die Jahresuhr wird einmal im Jahr während einer sensitiven Phase neu gestellt. In dieser Phase zwischen Mitte Mai und Mitte Juli „wartet“ der Feldhamster darauf, dass die Tage wieder kürzer werden. Der Hamster ist während dieser Zeit extrem empfindlich für Veränderungen der Tageslichtlänge. Unter natürlichen Bedingungen nimmt er das bereits Mitte Juli wahr, zu einer Jahreszeit in der sich die Tage nur um ca. 1 min/Tag verkürzen.
Die Jahresuhr bestimmt zumindest teilweise den Beginn und die Dauer der oberirdischen aktiven Saison des Feldhamsters, in der er täglich seinen Bau verlässt. Diese beginnt je nach Region und Jahr im April/Mai und wird im September/Oktober beendet, doch können die Tiere bereits im Februar ihre Baue öffnen beziehungsweise im Dezember noch an der Oberfläche aktiv sein.

### Winterschlaf
Feldhamster halten während der Herbst- und Wintermonate Winterschlaf. Dieser wird von mehreren Aufwachphasen unterbrochen, während derer die Tiere von den im Sommer eingelagerten Vorräten zehren. Die bis zu einwöchigen Torporphasen, in denen der Feldhamster bei entsprechenden Umgebungstemperaturen seine Körpertemperatur auf bis zu 1,9 °C absenken kann, wechseln sich mit kurzen Wachphasen ab, in denen der Feldhamster von den eingelagerten Vorräten frisst, Urin und Kot absetzt und schläft. Um den Winter in seinem Bau zu überstehen, benötigt ein Hamster mindestens 2 kg Nahrung, manchmal trägt er bis zu fünf Kilogramm Körnervorrat in seine Vorratskammer. Die Dauer der Winterschlafphase sowie ihre Struktur in Torporschüben und Wachphasen hängt u. a. vom Alter, Geschlecht und der Vorratsmenge ab.

### Fortpflanzung

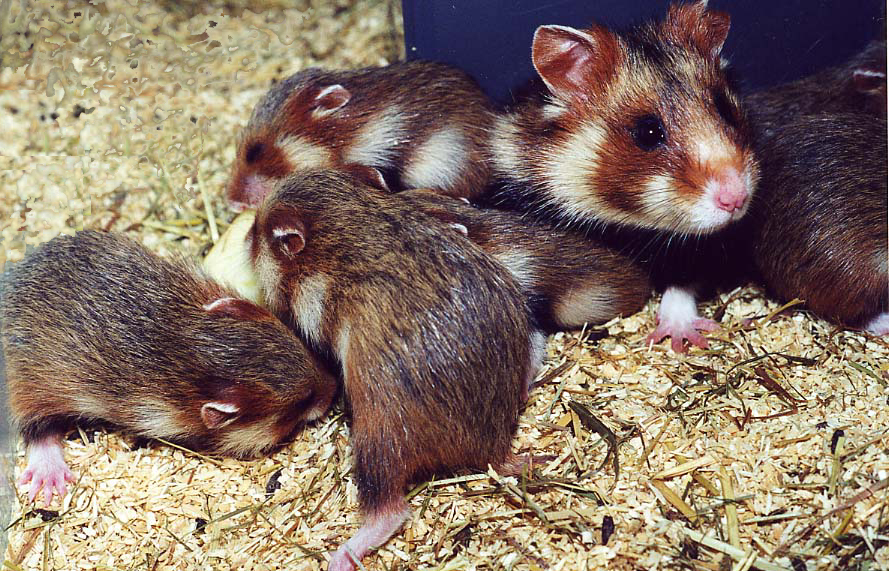
Feldhamstermutter mit ca. 14 Tage alten Jungtieren

Feldhamster sind polygam, Weibchen zeigen einen post-partum-Östrus. Die Tragzeit dauert in der Regel 17 Tage. Die Reproduktionsperiode dauert heute normalerweise von Mai bis August, wobei es jedoch Unterschiede zwischen den Regionen und Jahren gibt.
Während der Fortpflanzungsperiode gestattet das Weibchen dem Männchen den Zugang zum eigenen Bau, sofern es sich im Östrus befindet. Der Feldhamster ist ein r-Stratege mit hohem Reproduktionspotential (>8 Jungtieren/Wurf), sodass es früher in manchen Jahren und Regionen zu Massenvermehrungen kam. Allerdings sinkt seit den 1950er Jahren die Wurfgröße kontinuierlich, so dass sie heutzutage durchschnittlich nur noch bei 3–4 Jungtieren pro Wurf liegt. Auch werfen die Weibchen nicht mehr durchschnittlich 2–3 Würfe im Jahr wie bis in die 1980er Jahre, sondern nur noch 1–2. Dies könnte damit zusammenhängen, dass sich der Beginn der Reproduktionszeit in den letzten Jahren nach hinten zu verlagern scheint. Während in älteren Arbeiten im Durchschnitt Mitte April angegeben wird, werden heutzutage zumindest in Westeuropa selten Verpaarungen vor Mitte oder gar Ende Mai beobachtet. Der Reproduktionserfolg der Feldhamsterweibchen hat sich damit inzwischen insgesamt um ca. 80 % reduziert verglichen mit dem Wert um 1920. Allerdings ist unklar, ob weniger Jungtiere geboren werden oder es weniger Jungtiere bis zur Selbständigkeit schaffen.
|                                                                      | 1914–1935 | 1965–1985 | 1996–2015 |
| -------------------------------------------------------------------- | --------- | --------- | --------- |
| Durchschnittliche Anzahl von Würfen pro Jahr und Weibchen            | 2,43      | 2,56      | 1,63      |
| Durchschnittliche Anzahl von Jungtieren pro Wurf                     | 10,17     | 8,24      | 3,43      |
| Durchschnittliche Anzahl von Jungtieren pro Jahr und Weibchen        | 24,69     | 21,11     | 5,58      |
| Anzahl der Jungtiere, die bis zum nächsten Frühjahr überleben (20 %) | 4,94      | 4,22      | 1,12      |
| Anzahl der darunter befindlichen Weibchen (50 %)                     | 2,47      | 2,11      | 0,56      |
| Anzahl der davon im nächsten Jahr reproduzierenden Weibchen (85 %)   | 2,10      | 1,79      | 0,47      |

Rückgang der Reproduktionsrate von Feldhamstern in Europa aus übersetzt. Effektiv zieht demnach ein Weibchen heutzutage durchschnittlich nur noch ein halbes Weibchen für die nächstjährige Reproduktion groß.

## Feldhamster und Menschen
Ihr Vorkommen ist in Mitteleuropa hauptsächlich auf bewirtschaftete Feldflächen und deren Randzonen beschränkt. Dort galten sie lange als Ernteschädlinge. Feldhamster waren in Teilen der DDR noch bis um 1980 so häufig, dass Prämien für erlegte Tiere ausgesetzt wurden (zur Verwertung der Felle siehe auch Hamsterfell).

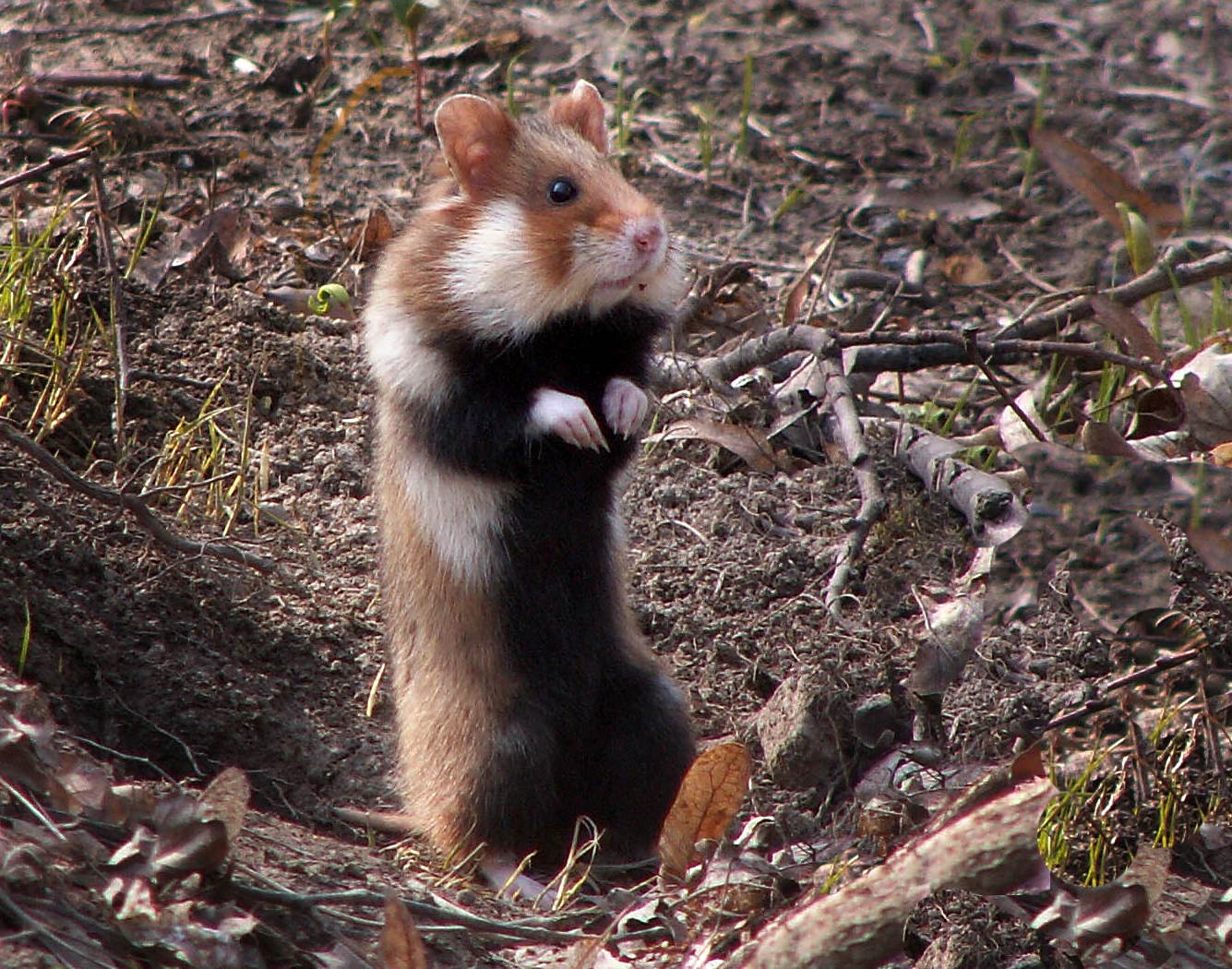
Feldhamster am Wiener Zentralfriedhof

1801 schrieb Gerhard Heinrich Buse dazu in „Das Ganze der Handlung“, I. Theil, IV. Band:
Man fängt sie theils im Frühjahre, wenn sie kaum aus ihrem Winteraufenthalte hervorgekommen sind, weil da ihre Bälge am schönsten sind, in Fallen, oder in Töpfen, die man in die Erde eingräbt, theils im Herbst, durch das Ausgraben, welches von den sogenannten Hamstergräbern geschieht, die eine Zeitlang ihre Nahrung davon haben. Die Obrigkeit hat aber nöthig, auf diese Leute ein wachsames Auge zu haben, indem sie oft nur das Getreide aus den Magazinen der Hamster wegnehmen, und die Hamster laufen lassen, um das folgende Jahr wieder erndten zu können, wo sie nicht gesäet haben.
In den 1950er Jahren betrug im Bezirk Magdeburg das Hamsterfellaufkommen jährlich 1,1 bis 1,2 Millionen Felle. Auf den Rübenschlägen musste der Hamster sofort nach dem Aufgehen der Rüben gefangen werden, am ersten Tag waren erfahrungsgemäß bereits 10 m² um den Bau herum abgefressen. Noch bis 1975 wurden in Aschersleben die Hamsterbaue auch begast. Da das Hamsterfell einen bedeutenden Wirtschaftsartikel darstellte, bemühten sich die Rauchwarenexperten der DDR darum, statt der Begasung den Hamsterfang durch die nebenberuflich tätigen Hamsterfänger und damit die Verwertung der Felle zu intensivieren. Zu der Zeit machte sich jedoch bereits ein deutlicher Rückgang des Fellaufkommens bemerkbar, wobei man sich nicht sicher war, welcher Anteil den verstärkten Fangbemühungen gegenüber den veränderten Anbaumethoden (Vergrößerung der Felder, Industrialisierung der Erntemethoden) zuzurechnen war. 1979 wurden im Kreis Staßfurt 25.400 Felle angeliefert, im Kreis Oschersleben 8500, im Kreis Halberstadt 31.800, im Kreis Haldensleben 5500 und im Kreis Schönebeck 15.000 Felle. Es wurde gesagt, dass die erheblichen Unterschiede der Fangmengen nicht einfach damit zu erklären seien, dass der Hamster „wandert“, die Zahlen sollten künftig durch verstärkte Fangbemühungen ausgeglichen werden. Das Einstellen der intensiven Hamsterbejagung hatte keinen merklichen positiven Einfluss auf die Populationsdichten, die Bestände blieben weiterhin rückläufig.
Wegen seiner lebhaften Natur und der Gewohnheit, Vorräte anzulegen, wurde der Feldhamster schon früh zu einem Symbol für aufbrausende, habgierige und geizige Personen. Siehe auch: hamstern.

## Verbreitung und Lebensraum

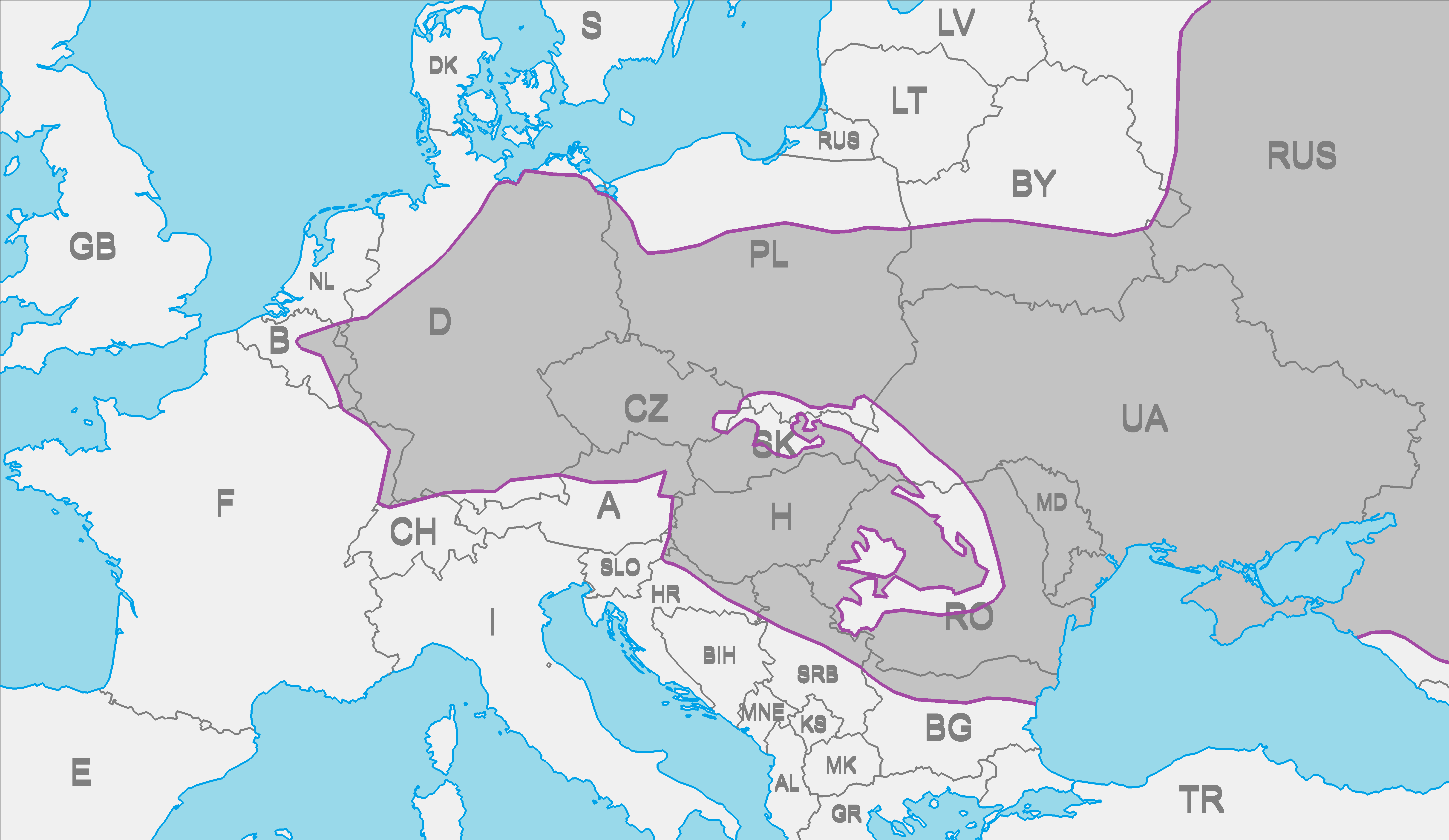
Europäischer Teil des Verbreitungsgebiet des Feldhamsters bis 1982

Das Verbreitungsgebiet der Feldhamster reicht von Belgien über Mittel- und Osteuropa bis in die russische Altairegion und das nordwestliche China. Ursprünglich war der Feldhamster in den Steppen Osteuropas beheimatet und breitete sich als typischer Kulturfolger im Zuge der landwirtschaftlichen Erschließung und Intensivierung nach Westeuropa aus. Auf Ackerflächen besiedelt er die produktivsten Böden. Archäologen fanden 2000 Jahre alte Hamsterskelette im Rhein-Neckar-Raum. In jüngeren Jahren wird zunehmend von Hamsterkolonien in Städten berichtet. Diese Populationen sind oft erstaunlich stabil.

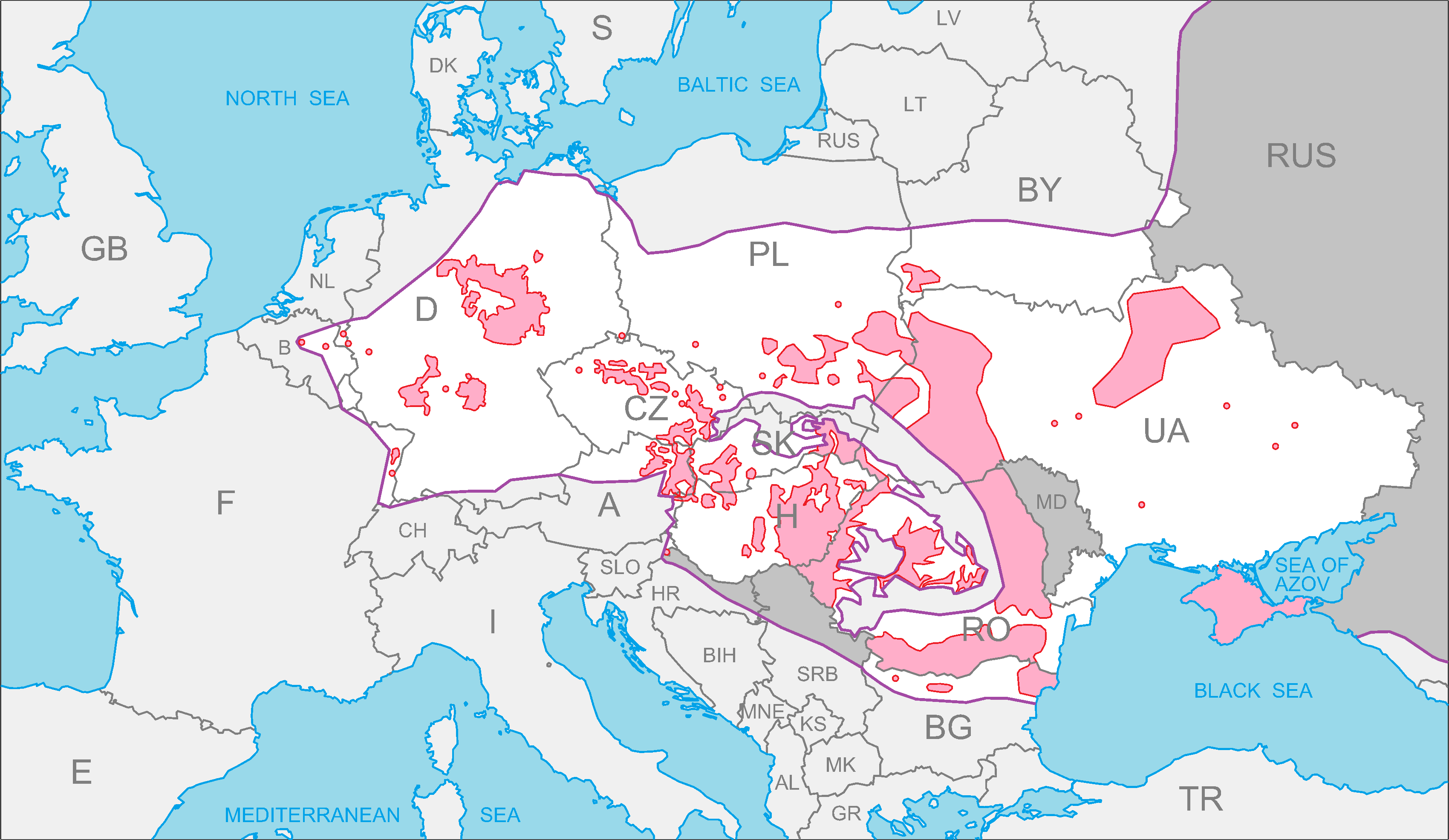
Rückgang in der Verbreitung des Feldhamsters im europäischen Teil. Situation um 2015. Feldhamster konnten nur noch in den roten Gebieten nachgewiesen werden.

## Gefährdung und Schutzstatus
Seit den 1980er Jahren wird ein deutlicher Bestandsrückgang im gesamten westlichen Verbreitungsgebiet und zunehmend auch im östlichen Verbreitungsgebiet verzeichnet. Seit Jahrzehnten ist der Feldhamster in seinem eurasischen Gesamtverbreitungsgebiet stark rückläufig. Im Juli 2020 stufte die IUCN Feldhamster als „vom Aussterben bedroht“ (critically endangered) ein. Ohne weitere umfangreiche Forschung und Schutzmaßnahmen könnte der Feldhamster laut einer Prognose bis 2038, spätestens jedoch 2050 ausgestorben sein. Sowohl die Besiedlungsgebiete als auch die Bestandsdichten reduzierten sich in manchen Regionen um >90 %.
Auf Europäischer Ebene gehört der Feldhamster zu den nach Anhang IV Buchstabe a) geschützten Tierarten des Artikels 12 der Richtlinie 92/43/EWG (Fauna-Flora-Habitat-Richtlinie), bekannter als „FFH-Richtlinie“ oder „Habitatrichtlinie“. Als streng geschützte Art wird er auch in der Berner Konvention (Anhang II) genannt. Vorhandene Feldhamsterpopulationen müssen daher bei Planungen von Bauvorhaben berücksichtigt werden. Bei unzureichender Planung verzögert sich der Bau und/oder die Erschließung, zum Beispiel von Gewerbegebieten, Straßen oder anderen Verkehrswegen, was der Art oft ein schlechtes Image in der Presse beschert. Mit Urteil vom 9. Juni 2011 verurteilte der EuGH Frankreich, weil das Land kein Programm von Maßnahmen aufgestellt hatte, die einen strengen Schutz des Feldhamsters erlaubte. 2020 reichte der Bund Naturschutz in Bayern eine EU-Beschwerde wegen des mangelhaften Schutzes der Art ein. Der Naturfilmer David Cebulla veröffentlichte 2025 die bislang umfangreichste Dokumentation über den Feldhamster und machte darin auch seine EU-Beschwerde öffentlich.

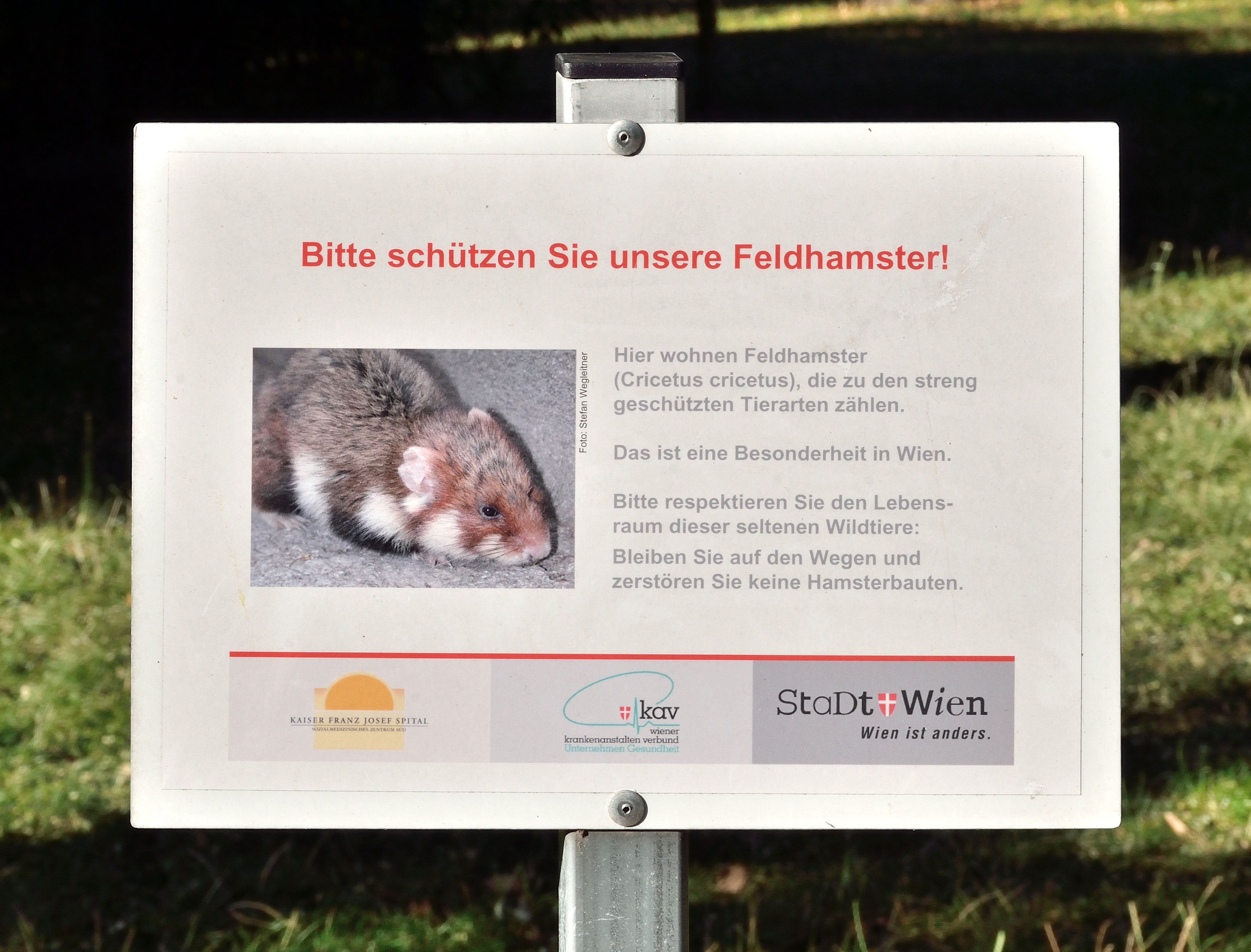
„Bitte schützen Sie unsere Feldhamster!“ Hinweistafel am Gelände des Kaiser-Franz-Josef-Spitals in Wien

Das Aussterben des Feldhamsters ist besonders besorgniserregend, da es sich aufgrund verschiedener biologischer Eigenschaften (r-Stratege, Nahrungsgeneralist und weitverbreitete, massenhaft auftretende Art) nicht um eine typische, „aussterbeanfällige“ Art handelt, wie das beispielsweise für Endemiten oder stenöke Arten der Fall ist. Seine Fähigkeit zum Winterschlaf sollte ein weiterer Schutzfaktor sein, denn unter den Säugetieren, die während der letzten 500 Jahre ausgestorben sind, waren nur 6,5 % Winterschläfer.
Der Rückgang des Feldhamsters hat mehrere Ursachen, die unterschiedlich gut erforscht sind.
- Die gegenwärtig häufigen industriellen Feldbewirtschaftungen mit früher reifenden Getreidekulturen sowie schnelleren und effizienteren Ernten nehmen dem Feldhamster schlagartig von einem Tag auf den anderen Nahrung und Deckung. Dies ist, regional unterschiedlich, oft schon zwischen Juni und Juli der Fall und führt zu einer Erhöhung der Mortalität.[37][38]
- Die großen ackerwildkrautfreien Monokulturen, die sich oft über ein Vielfaches des Aktionsraumes eines Hamsters erstrecken, lassen nur eine einseitige Ernährung zu. Diese führt bei Feldhamstern nachweislich zu einer hohen Jungensterblichkeit.[7]
- Die zunehmende Bebauung führt zu Verlust bzw. Isolation und Zerschneidung der Lebensräume. Das verhindert genetischen Austausch und führt zu einer Verarmung der genetischen Vielfalt, was die Vulnerabilität der verbleibenden Populationen erhöht.[39][40][41]
- Die seit Jahrzehnten europaweit stark sinkende Reproduktionsrate der Art ist sicher ein wesentlicher Grund für den Rückgang. Allerdings ist die Ursache dafür unklar. Globale Gründe wie Klimawandel, zunehmende Lichtverschmutzung und die frühere Pelztierjagd werden diskutiert.[24][42]

In Mecklenburg-Vorpommern und Brandenburg gilt der Feldhamster mittlerweile als ausgestorben. Inzwischen gibt es Programme zur Züchtung und Auswilderung von Feldhamstern, um dem lokalen Aussterben entgegenzuwirken oder Feldhamster wieder anzusiedeln, z. B. in Nordrhein-Westfalen und Baden-Württemberg. Auch international gibt es Zucht- und Auswilderungsprogramme in Frankreich, den Niederlanden, Polen und der Ukraine. Habitatmaßnahmen allein sind nicht ausreichend, um die dort vom Rückgang ganz besonders betroffenen Feldhamsterbestände zu stabilisieren. Landwirte können jedoch durch eine angepasste Bewirtschaftung, Ernteverzicht sowie eine verzögerte Ernte die Bedingungen für den Feldhamster erheblich verbessern und so das Tempo des Rückganges deutlich drosseln. Auch andere gefährdete Arten der heimischen Kulturlandschaft, wie Rebhuhn, Feldlerche oder Feldhase, profitieren davon. In Thüringen, Sachsen-Anhalt, Niedersachsen, Hessen und Rheinland-Pfalz förderte die Bundesregierung von 2018 bis 2023 das Verbundprojekt Feldhamsterland zum Schutz des Feldhamsters, das von der Deutschen Wildtier Stiftung koordiniert wurde.

## Philatelistisches

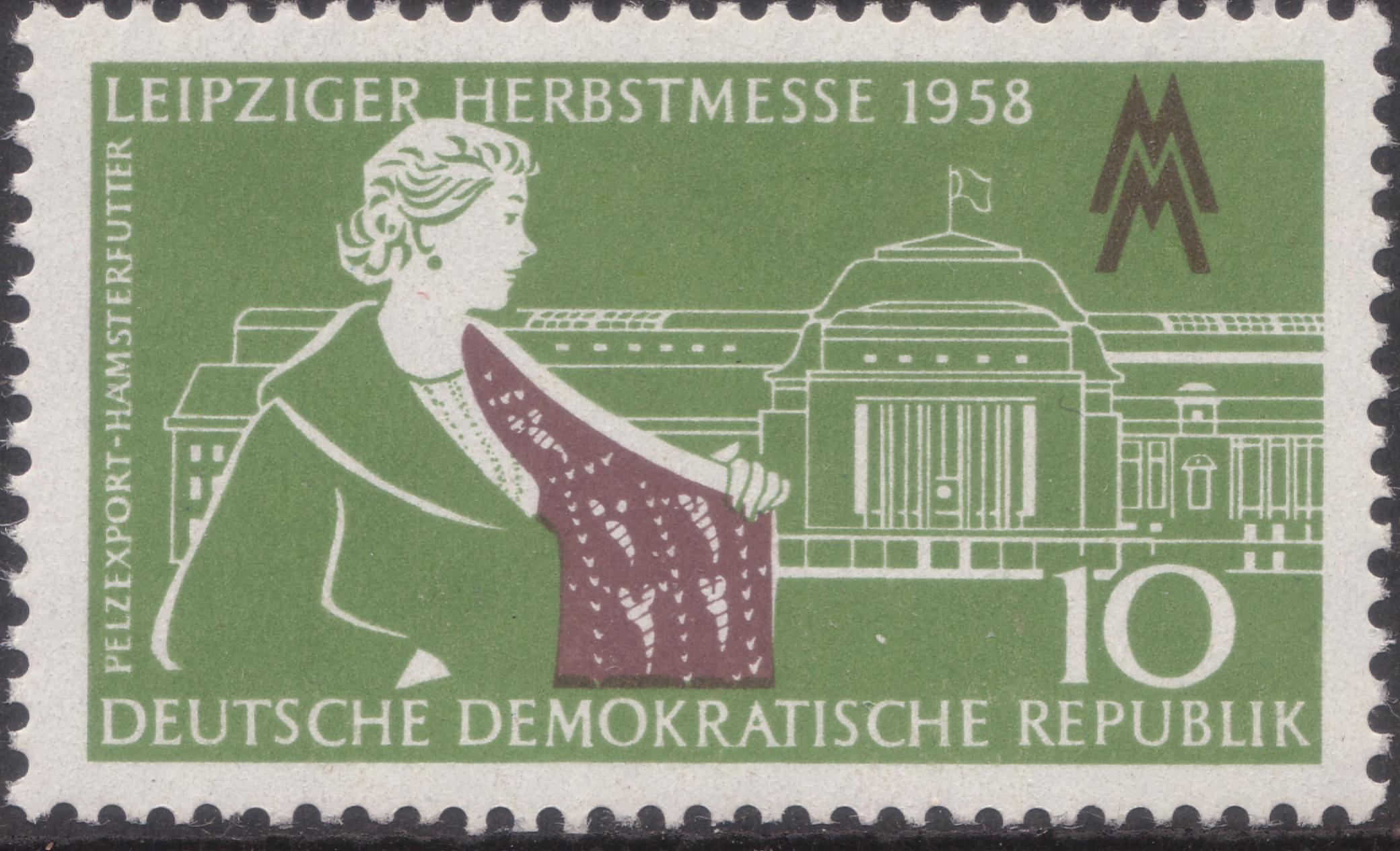
DDR-Briefmarke zur Leipziger Herbstmesse 1958

Der Feldhamster diente mehrfach als philatelistisches Motiv.
Zur Leipziger Herbstmesse 1958 gab die Deutsche Post der DDR eine Briefmarke Pelzexport – Hamsterfutter aus.
Zum Erstausgabetag 4. April 1967 gab die Deutsche Bundespost Berlin eine Wohlfahrtsmarke Feldhamster in der Serie Jugendmarken Pelztiere aus.
Mit dem Erstausgabetag 10. Juni 2021 gab die Deutsche Post AG in der Serie Junge Wildtiere ein Postwertzeichen im Nennwert von 60 Eurocent mit dem Motiv des Feldhamsters heraus. Der Entwurf stammt von der Grafikerin Jennifer Dengler aus Bonn.